# Templeton (Massachusetts)
Templeton é uma vila localizada no condado de Worcester no estado estadounidense de Massachusetts. No Censo de 2010 tinha uma população de 8.013 habitantes e uma densidade populacional de 95,55 pessoas por km².

## Geografia
Templeton encontra-se localizado nas coordenadas 42° 33′ 49″ N, 72° 04′ 32″ O. Segundo o Departamento do Censo dos Estados Unidos, Templeton tem uma superfície total de 83.86 km², da qual 82.57 km² correspondem a terra firme e (1.53%) 1.29 km² é água.

## Demografia
Segundo o censo de 2010, tinha 8.013 pessoas residindo em Templeton. A densidade populacional era de 95,55 hab./km². Dos 8.013 habitantes, Templeton estava composto pelo 96.74% brancos, o 0.72% eram afroamericanos, o 0.12% eram amerindios, o 0.52% eram asiáticos, o 0% eram insulares do Pacífico, o 0.37% eram de outras raças e o 1.51% pertenciam a duas ou mais raças. Do total da população o 1.91% eram hispanos ou latinos de qualquer raça.